# 희망적 관측

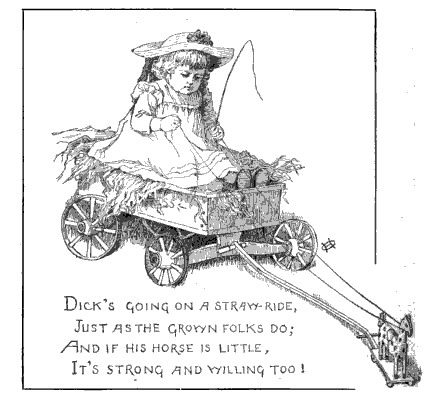
성 니콜라스: 젊은이를 위한 그림 잡지(1884년)에 실린 작은 장난감 말이 마차를 끌 것이라고 상상하는 아이의 삽화

희망적 관측 혹은 희망적 사고(Wishful thinking)는 증거, 합리성 또는 실재에 근거하기보다는 상상하는 즐거움에 기반하여 믿음을 형성하는 것이다. 이는 믿음과 욕구 간의 갈등을 해결하는 산물이다. 희망적 사고를 조사하는 방법론은 다양하다. 다양한 분야와 사상 학파는 신경 회로, 인간 인지 및 감정, 편향 유형, 지연행동, 동기 부여, 낙천주의, 주의 및 환경과 같은 관련 메커니즘을 조사한다. 이 개념은 오류 (논리학)로 검토되어 왔다. 이는 희망적 시각화의 개념과 관련이 있다.
일부 심리학자들은 긍정적 사고가 행동에 긍정적인 영향을 미쳐 더 나은 결과를 가져올 수 있다고 믿는다. 이를 "피그말리온 효과"라고 부른다. 크리스토퍼 부커는 희망적 사고를 "환상 주기"라는 용어로 논의했으며, 이는 "개인의 삶, 정치, 역사, 그리고 스토리텔링에서 반복되는 패턴"이라고 설명했다. 그는 또한 "무의식적으로 희망적 사고에 의해 추진되는 행동 방침을 시작할 때, '꿈의 단계'라고 불릴 수 있는 시기 동안 모든 것이 잘 진행되는 것처럼 보일 수 있다. 그러나 이 가장된 현실은 결코 현실과 조화될 수 없기 때문에, 상황이 잘못되기 시작하면서 '좌절의 단계'로 이어진다. 이는 환상을 유지하기 위한 더욱 단호한 노력을 촉발한다. 현실이 압박해 오면서 모든 것이 잘못되는 '악몽의 단계'로 이어지며, 결국 환상이 완전히 무너지는 '현실로의 폭발'로 절정에 달한다."고 덧붙였다.
연구에 따르면 다른 모든 조건이 동일할 때, 피험자들은 낙관적 편향을 보이며 부정적인 결과보다 긍정적인 결과가 발생할 가능성이 더 높다고 예측하는 것으로 일관되게 나타났다. 또한 위협이 증가하는 등 특정 상황에서는 역현상이 발생한다는 연구 결과도 있다.

## 오류 (논리학)로서
인지 편향이자 의사결정의 좋지 않은 방식인 것 외에도, 희망적 사고는 우리가 어떤 것이 사실이거나 거짓이기를 바라기 때문에 그것이 실제로 사실이거나 거짓이라고 가정할 때 논쟁에서 특정한 비형식적 오류로 흔히 간주된다. 이 오류는 "나는 P가 참/거짓이기를 바란다; 따라서 P는 참/거짓이다."라는 형태를 띤다. 만약 이것이 사실이라면, 희망적 사고는 감정에 호소하는 논증에 의존할 것이며, 또한 붉은 청어가 될 것이다.
희망적 사고는 의도하지 않은 결과에 대한 맹점을 유발할 수 있다.

## 희망적 시각화
희망적 시각화는 사람의 내적 상태가 시각적 지각 (심리학)에 영향을 미치는 현상이다. 사람들은 세상을 있는 그대로 지각한다고 믿는 경향이 있지만, 연구 결과는 그렇지 않다. 현재, 희망적 시각화가 발생하는 방식(객체 범주화 또는 환경 표현)에 따라 두 가지 주요 유형의 희망적 시각화가 있다.
희망적 시각화의 개념은 심리학의 뉴룩(New Look) 접근법에서 처음 소개되었다. 뉴룩 접근법은 1950년대 제롬 브루너와 세실 굿맨의 연구를 통해 대중화되었다. 1947년 고전 연구에서 그들은 아이들에게 나무 상자에 있는 원형 구멍의 지름을 조작하여 동전 크기에 대한 그들의 지각을 시연하도록 요청했다. 각 아이는 동전을 왼손에 같은 높이와 구멍으로부터 같은 거리에 들고 오른손으로 손잡이를 조작하여 구멍의 크기를 변경했다. 아이들은 두 실험군과 한 통제군으로 나뉘었으며, 각 그룹에는 10명의 아이들이 있었다. 통제군은 실제 동전 대신 동전 크기의 판지 원판 크기를 추정하도록 요청받았다. 평균적으로 실험군의 아이들은 동전 크기를 30퍼센트 과대평가했다. 실험의 두 번째 반복에서는 브루너와 굿맨이 아이들을 경제적 지위에 따라 그룹으로 나누었다. 다시, "가난한" 그룹과 "부유한" 그룹 모두 구멍의 지름을 조작하여 실제 동전 크기를 추정하도록 요청받았다. 예상대로 두 그룹 모두 동전 크기를 과대평가했지만, "가난한" 그룹은 최대 50퍼센트까지 과대평가했는데, 이는 "부유한" 그룹보다 최대 30퍼센트 더 많았다. 이러한 결과로부터 브루너와 굿맨은 가난한 아이들이 돈에 대한 더 큰 욕구를 느꼈고 따라서 동전을 더 크게 지각했다고 결론 내렸다. 이 가설은 객체의 주관적인 경험이 해당 객체의 시각적 지각에 영향을 미친다고 제안하는 뉴룩 심리학적 접근법의 기초를 형성했다. 일부 정신역동 심리학자들은 불안정한 시각 자극으로부터 개인이 자신을 보호하는 방법을 설명하기 위해 뉴룩 접근법의 견해를 채택했다. 정신역동적 관점은 무의식이 지각에 영향을 미치는 방법을 설명할 충분한 모델이 부족하여 지지를 잃었다.
일부 추가 연구는 브루너와 굿맨이 발견한 결과를 재현할 수 있었지만, 뉴룩 접근법은 보고자 편향 및 맥락과 같은 교란 요인을 설명하지 못하는 방법론적 오류로 인해 1970년대에 대부분 포기되었다. 최근 연구는 뉴룩 관점의 부활을 가져왔지만, 원래 연구를 괴롭혔던 미해결 문제를 해결하기 위한 방법론적 개선과 함께 진행되었다.

## 역 희망적 사고 및 시각화
이 과정은 위협이 증가할 때 발생한다. 에빙하우스 착시는 역 희망적 시각화를 측정하는 데 사용되었으며, 참가자들은 긍정적 또는 중립적 대상보다 부정적 플랭커 대상을 덜 과소평가하는 것을 관찰했다. 두려움 또한 이전 연구에서 바람직한 대상이 더 가깝게 지각되는 것과 마찬가지로 두려운 대상을 더 가깝게 지각하게 한다.
더욱이, 일부 사람들은 그들의 감정 상태나 성격에 따라 희망적 사고/시각화에 덜 기울어진다.

## 근본 메커니즘

### 인지
희망적 사고와 희망적 시각화의 근본적인 구체적인 인지 메커니즘은 알려져 있지 않다. 이 개념들이 아직 발전 중이므로, 이 현상에 기여하는 메커니즘에 대한 연구는 여전히 진행 중이다. 그러나 일부 메커니즘이 제안되었다.
희망적 사고는 세 가지 메커니즘, 즉 주의편향, 해석 편향 또는 응답 편향에 기인할 수 있다. 따라서 희망적 사고가 발생할 수 있는 인지 처리의 세 가지 다른 단계가 있다. 첫째, 인지 처리의 가장 낮은 단계에서 개인은 단서에 선택적으로 주의를 기울인다. 개인은 자신의 욕구를 뒷받침하는 증거에 주의를 기울이고 모순되는 증거를 무시할 수 있다. 둘째, 희망적 사고는 단서에 대한 선택적 해석에 의해 생성될 수 있다. 이 경우, 개인은 단서에 대한 주의를 변경하는 것이 아니라 단서에 대한 중요성의 귀인을 변경하는 것이다. 마지막으로, 희망적 사고는 더 높은 인지 처리 단계에서 발생할 수 있는데, 예를 들어 단서에 대한 응답을 형성하고 편향을 삽입할 때 그렇다.
희망적 시각화는 시각적 단서를 포함한 상황적 단서의 처리를 포함하기 때문에 희망적 사고와 동일한 메커니즘에 기인할 수 있다. 그러나 시각적 단서의 전의식적 처리와 바람직한 결과와의 연관성을 고려할 때, 해석 편향과 응답 편향은 의식적 인지 처리 단계에서 발생하므로 타당하지 않다. 따라서 지각 세트라고 불리는 네 번째 메커니즘도 이 현상을 설명할 수 있다. 이 메커니즘은 물체가 시야에 들어오기 전에 활성화된 정신 상태나 연관성이 처리 중에 시각 시스템을 미묘하게 유도한다고 제안한다. 따라서 단서는 그러한 정신 상태나 연관성과 관련될 때 쉽게 인식된다.
일부는 희망적 시각화가 인지적 침투성에서 비롯된다고 추측한다. 즉, 더 높은 인지 기능이 더 높은 수준의 처리에서만 지각에 영향을 미치는 것이 아니라 지각 경험에 직접적으로 영향을 미칠 수 있다는 것이다. 인지적 침투성에 반대하는 사람들은 감각 시스템이 모듈 방식으로 작동하며 인지 상태는 자극이 지각된 후에만 영향을 미친다고 생각한다. 희망적 시각화 현상은 지각 경험에서의 인지적 침투성을 암시한다.

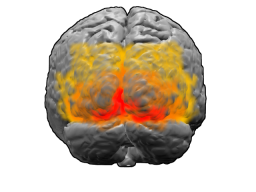
줄무늬밖 겉질(주황색과 빨간색으로 표시됨)은 지각적 점화에 관여하는 것으로 여겨진다.

희망적 시각화는 범주화의 초기 단계에서 발생하는 것으로 관찰되었다. 반전 이미지와 양안 경쟁을 사용한 연구는 이러한 경향을 보여준다. 지각은 하향식 처리와 상향식 처리 모두의 영향을 받는다. 시각 처리에서 상향식 처리는 유연한 하향식 처리에 비해 엄격한 경로이다. 상향식 처리 내에서 자극은 주시점, 근접성 및 초점 영역에 의해 객체를 구축하기 위해 인식되는 반면, 하향식 처리는 더 맥락에 민감하다. 이 효과는 점화뿐만 아니라 감정 상태를 통해서도 관찰될 수 있다. 정보 처리의 전통적인 계층적 모델은 초기 시각 처리를 단방향으로 설명한다. 즉, 초기 시각 처리는 개념 체계로 들어가지만 개념 체계는 시각 처리에 영향을 미치지 않는다. 현재 연구는 이 모델을 거부하고 개념적 정보가 지각 체계에만 편향을 주는 것이 아니라 초기 시각 처리에 침투할 수 있다고 제안한다. 이러한 현상을 개념적 또는 인지적 침투성이라고 한다. 개념적 침투성에 대한 연구는 개념-범주 쌍의 자극을 활용하고 범주 효과가 시각 처리에 영향을 미쳤는지 여부를 결정하기 위해 반응 시간을 측정한다. 범주 효과는 Bb와 Bp와 같은 쌍 내의 반응 시간 차이이다. 개념적 침투성을 테스트하기 위해 쌍에 대한 동시 및 순차적 판단이 있었다. 자극 제시 시간 간격이 증가함에 따라 반응 시간이 감소하여 범주가 시각적 표상과 개념적 침투성에 영향을 미친다는 것을 뒷받침한다. 고양이와 개 그림과 같은 더 풍부한 자극을 사용한 연구는 더 큰 지각적 변동성과 자극 전형성(고양이와 개는 다양한 자세로 배열되었으며, 일부는 인식에 덜 또는 더 전형적이었다) 분석을 허용한다. 같은 범주(개a-개b) 내의 그림을 구별하는 데는 범주(개-고양이) 간보다 더 오래 걸렸으며, 이는 범주 지식이 범주화에 영향을 미친다는 것을 뒷받침한다. 따라서 물리적 차이 판단으로 측정된 시각 처리는 비시각적 처리의 영향을 받으며 개념적 침투성을 뒷받침한다.

### 신경 회로
희망적 시각화와 사고를 유발하는 뇌 영역은 사회적 동일시 및 보상과 관련된 영역과 연관되어 있다. 한 연구에서는 참가자들이 일련의 축구팀에 대한 승리 확률을 추정하는 동안 MRI를 사용하여 이러한 구조를 살펴보았다. 이 추정 전에 참가자들은 가장 좋아하는 NFL 팀, 중립 팀, 가장 싫어하는 NFL 팀을 지정했다. 희망적 사고는 개인이 외집단 구성원보다 내집단 구성원을 선호하는 것으로 보이는 사회 정체성 이론과 관련되어 있다. 이 경우, 이 개인들은 가장 동일시하는 축구팀을 선호했다.
희망적 사고 과제 동안 뇌의 세 영역에서 차등 활동이 발견되었다. 즉, 등쪽 내측 전전두피질, 두정엽, 그리고 후두엽의 방추회이다. 후두엽 및 두정엽 영역의 차등 활동은 제시된 단서에 대한 선택적 주의 모드를 시사하며, 따라서 낮은 수준의 인지 처리 또는 주의 편향을 뒷받침한다. 그러나 전전두피질의 차등 활동은 또한 높은 인지 처리를 시사한다. 전전두피질 활동은 사회적 동일시와 관련된 선호도와 관련이 있다. 결과적으로, 가장 좋아하는 축구팀과 같이 단서가 개인과 관련이 있을 때 전전두피질이 활성화된다. 이러한 자기 식별은 쾌락적 가치를 지니며, 이는 보상 시스템을 자극한다. 보상 시스템 영역의 차등 활성화는 후두엽 활성화와 함께만 관찰되었다. 따라서 자기 식별과 함께 보상 시스템의 활성화는 시각적 주의의 안내로 이어질 수 있다.
대세포 경로와 소세포 경로는 안와전두피질로 이어지며, 인지적 침투성에 취약한 하향식 과정에서 중요한 역할을 한다. 대세포 경로 처리는 편향된 자극을 차등적으로 안와전두피질을 활성화시킨다. 빠른 대세포 경로 투영은 초기 시각 및 하측두피질 객체 인식을 연결하고, 지각적 집합에 기반한 초기 객체 예측을 생성하는 데 도움을 주어 안와전두피질과 협력한다. 저조도, 무채색 선 그림으로 M-편향된 자극 또는 등루미넌스, 채색 선 그림으로 P-편향된 자극이 제시되었고 참가자들은 그림이 신발 상자보다 크거나 작은지 여부를 판단하도록 요청받았다. 기능자기공명영상법을 사용하여 안와전두피질과 복측 측두 영역의 뇌 활동을 모니터링하여 어떤 경로가 더 빠른 객체 인식을 돕는지 결정했다. 결과는 대세포 경로 신경원이 저해상도 객체 인식에 중요한 역할을 한다는 것을 뒷받침했다. 이 신경원은 초기 시각 처리를 돕는 상향식 과정을 빠르게 촉발하여 더 빠른 객체 인식으로 이어지는 초기 추측을 제공하기 때문이다.

## 주의

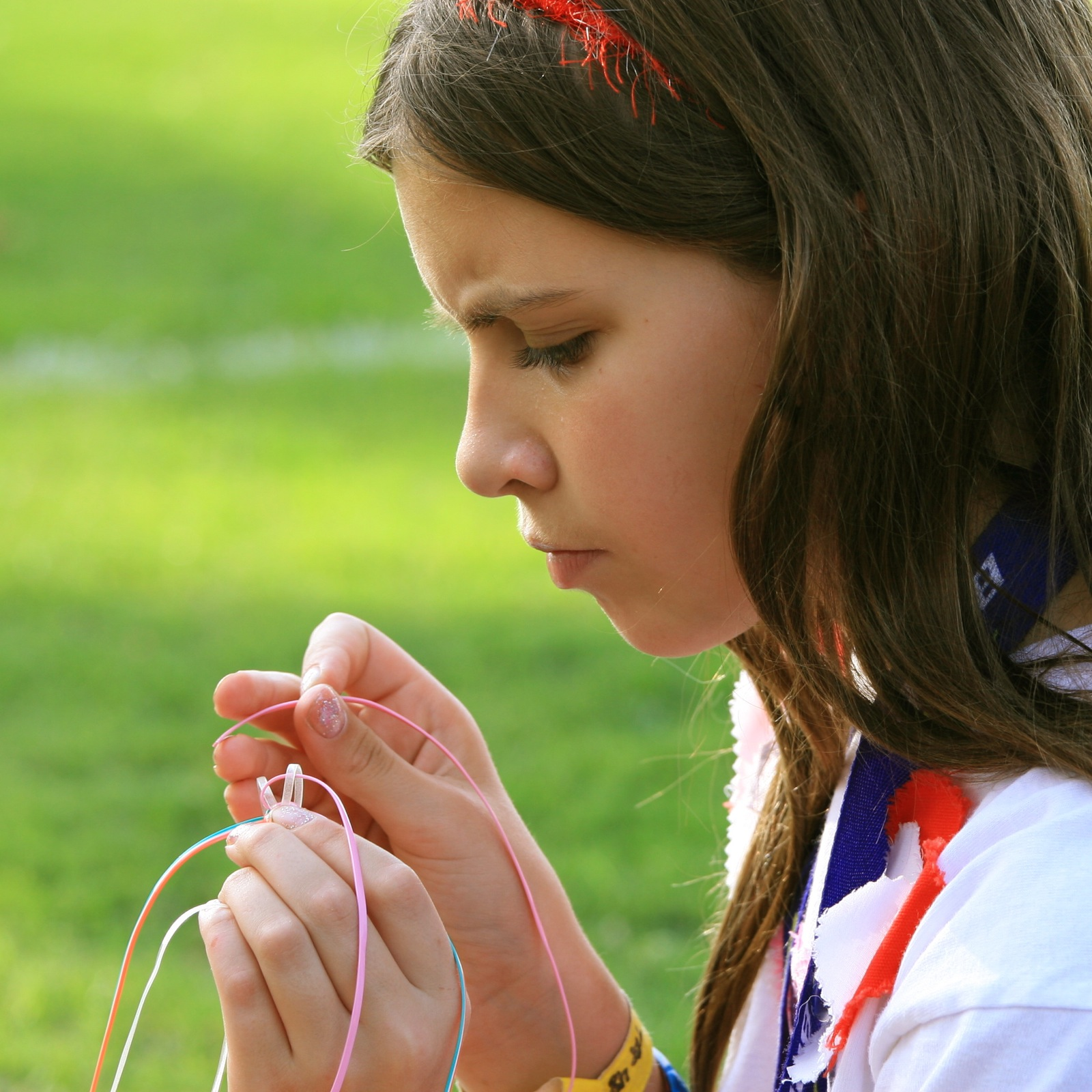
집중된 주의

인간은 생리적으로 제한된 시각 영역을 가지고 있으며, 이는 특정 자극에 선택적으로 지향되어야 한다. 주의는 이 작업을 수행할 수 있게 하는 인지 과정이며, 희망적 시각화 현상의 원인일 수 있다. 기대, 욕구, 두려움은 주의를 유도하는 다양한 요인 중 하나이다. 결과적으로, 이러한 인지 경험은 지각 경험에 영향을 미칠 기회를 갖는다. 차례로, 주의는 계획된 움직임을 조직하여 시각 자극이 행동에 영향을 미칠 수 있는 메커니즘을 제공한다.
주의력 결핍은 또한 지각 경험의 변화로 이어질 수 있다. 예기치 않은 사건이 감지되지 않고 지나가는 무주의 맹시는 그러한 결핍 중 하나이다. 무주의 맹시 패러다임을 사용하여 연구자 화이트와 데이비스는 참가자들이 화면 중앙의 십자가에 시선을 고정하도록 했다. 먼저, 십자가 팔에 나타날 글자 수를 나타내는 숫자 신호가 십자가 중앙에 나타났다. 신호에 이어 실제 글자들이 십자가 팔에 나타났다. 네 번의 시험에 걸쳐 글자 수는 신호된 숫자와 일치했다. 다섯 번째 시험에서는 참가자의 절반이 더 적은 수의 글자를 예상하도록 신호되었고, 절반은 정확한 수의 글자를 예상하도록 신호되었다. 그런 다음 글자들이 예상치 못한 자극과 함께 화면에 나타났다. 참가자들은 어떤 글자가 나타났는지, 그리고 추가적인 물체를 보았는지 여부를 질문받았다. 더 적은 글자를 예상하도록 신호된 참가자들은 무주의 맹시에 더 취약했는데, 이는 그들이 정확한 수의 자극을 예상하도록 신호된 참가자들보다 예상치 못한 자극을 더 자주 감지하지 못했기 때문이다. 이러한 결과는 주의 용량이 기대의 영향을 받는다는 것을 나타낸다. 이는 인지 과정이 지각 경험을 구성하는 데 도움이 되기 위해 수렴한다는 추가적인 증거를 제공한다.
주의가 지각 처리 능력을 향상시킬 수 있지만, 자극에 대한 주의 부족은 또한 자극의 지각 능력을 과대평가하게 만들 수 있다. 참가자들은 주의를 기울여야 할 대각선을 나타내는 사전 신호를 받았다. 그들은 자극(다른 질감의 격자)을 제시받은 후, 참가자들이 자신의 지각을 판단해야 할 대각선을 나타내는 반응 신호를 받았다. 응답 신호는 사전 신호와 70% 일치했으며 30%는 일치하지 않았다. 참가자들은 응답 신호에 나타난 격자의 질감을 보고 그 가시성을 구별하도록 요청받았다. 이 설정은 그들이 주의를 기울인 자극(신호된)과 주의를 기울이지 않은 자극(신호되지 않은)의 지각을 비교할 수 있게 했다. 주의를 기울이지 않은 자극에 대해 더 높은 가시성이 보고되었다. 따라서 부주의는 지각 민감도의 과대평가로 이어졌다. 이 연구는 희망적 사고의 메커니즘인 주의 편향이 개인이 고정하는 것에만 의존하는 것이 아니라 주의를 기울이지 않은 자극에도 의존한다는 것을 시사한다.

### 감정 해석
감정은 종종 얼굴 표정, 몸짓 언어 및 맥락의 시각적 단서를 통해 해석된다. 그러나 맥락과 문화적 배경은 감정의 시각적 지각과 해석에 영향을 미치는 것으로 나타났다. 변화맹의 문화 간 차이는 지각 세트, 즉 특정 방식으로 시각 장면에 주의를 기울이는 경향과 관련이 있다. 예를 들어, 동양 문화는 객체의 배경을 강조하는 경향이 있는 반면, 서양 문화는 장면의 중심 객체에 초점을 맞춘다. 지각 세트는 또한 문화적 미학적 선호의 결과이다. 따라서 문화적 맥락은 사람들이 얼굴에서 정보를 샘플링하는 방식에 영향을 미칠 수 있으며, 이는 상황적 맥락에서 하는 것과 같다. 예를 들어, 백인들은 일반적으로 눈, 코, 입 주변에 시선을 고정하는 반면, 아시아인들은 눈에 시선을 고정한다. 다른 문화적 배경을 가진 개인들은 일련의 얼굴을 보고 모든 얼굴이 같은 감정을 나타내는 더미로 분류하도록 요청받았다. 얼굴의 다른 특징에 시선을 고정하는 것은 감정을 다르게 읽는 것으로 이어진다. 아시아인들이 눈에 집중하는 것은 놀란 얼굴을 두려움보다는 놀라움으로 지각하게 만든다. 결과적으로, 개인의 이전 연관성 또는 관습은 감정의 다른 범주화 또는 인식으로 이어질 수 있다. 감정의 시각적 지각에서의 이러한 특정 차이는 희망적 시각화에 대한 주의 편향 메커니즘을 시사하는 것으로 보인다. 왜냐하면 특정 시각적 단서에 주의를 기울였고(예: 코, 눈) 다른 단서는 무시되었기 때문이다(예: 입).

### 낙관주의
희망적 시각화는 또한 낙관적 편향과 연결되어 있는데, 개인은 현실과 거의 관련이 없는 기대에도 불구하고 사건에서 긍정적인 결과를 기대하는 경향이 있다. 낙관적 편향의 근본적인 신경 상관 관계를 파악하기 위해 한 기능자기공명영상 (fMRI) 연구는 참가자들이 삶의 사건과 관련된 자서전적 순간을 회상하고 여러 척도로 기억을 평가할 때 뇌를 촬영했다. 이러한 평가는 참가자들이 미래의 긍정적 사건을 과거의 긍정적 사건보다 더 긍정적으로 보았고, 부정적 사건을 시간적으로 더 멀리 떨어진 것으로 보았음을 보여주었다. 고정 지점과 비교하여 활성화된 뇌 영역은 부리쪽 전방 대상 피질(rACC)과 오른쪽 편도체였다. 이 두 영역은 부정적인 미래 사건을 상상할 때 덜 활성화되었다. rACC는 감정적 내용을 평가하는 데 관여하며 편도체와 강한 연결성을 가지고 있다. rACC는 감정 및 자서전적 기억과 관련된 뇌 영역의 활성화를 조절하여 미래 사건의 이미지에 긍정성을 투사할 수 있도록 한다고 제안된다.
시선 움직임과 뇌 활동과 희망적 사고, 희망적 시각화 및 낙천주의 간의 관계와 같은 신체적 측면을 고려하는 것이 중요하다. 아이자코위츠(2006)는 시선의 동기적 역할을 조사했는데, 그는 시선이 개인의 관심사와 성격에 매우 밀접하게 관련되어 있다고 주장한다. 그의 연구에서, 자가 보고된 낙관주의 수준이 다양한 참가자들은 피부암 이미지, 암 그림과 유사한 선 그림, 그리고 중립적인 얼굴을 보라고 지시받았다. 참가자들의 시선 움직임을 측정하는 원격 시표 추적 시스템을 사용하여 아이자코위츠는 낙관적인 젊은 성인들이 덜 낙관적인 참가자들에 비해 피부암 이미지를 덜 응시한다는 것을 발견했다. 이 데이터는 참가자들이 피부암 발병 유전적 위험에 대해 선별된 후속 연구에서 재현되었다(일부 참가자는 다른 참가자보다 위험이 더 높았음에도 불구하고, 높은 수준의 낙관주의는 피부암 이미지에 대한 시선 고정이 덜했다는 사실과 관련이 있었다. 이미지는 일부 참가자에게 관련이 있었음에도 불구하고).

## 방법론
희망적 사고는 종종 반전 이미지 연구의 적용을 통해 심리학 맥락에서 연구되며, 가설은 모호한 자극이 제시될 때 참가자가 경험하는 조건이나 점화에 따라 자극을 특정 방식으로 해석할 것이라는 것이다.
발체티스와 더닝 (2013)은 희망적 시각화를 조사하기 위해 두 가지 실험을 수행했는데, 하나는 "B" 또는 "13"으로 인식될 수 있는 두 개의 모호한 자극을 포함하고, 다른 하나는 말 또는 물개를 포함했다. 두 번째 실험은 양안 경쟁 테스트였는데, 참가자들에게 문자 "H" 또는 숫자 "4"를 동시에 제시했다(각 눈에 하나의 자극). 각 실험에서 실험자들은 자극 중 하나를 바람직한 결과와 연결하고, 다른 하나를 부정적인 결과와 연결했다(즉, "B"는 갓 짜낸 오렌지 주스와 연결되었고, "13"은 바람직하지 않은 건강 식품 스무디와 연결되었으며, 양안 경쟁 실험에서는 문자가 경제적 이득과 연결되었고 숫자는 경제적 손실과 연결되었다). 실험 결과는 참가자들이 부정적인 상황과 관련된 자극보다 긍정적인 상황 또는 결과와 관련된 자극을 지각할 가능성이 더 높다는 것을 보여주었다. 지각과 긍정적/부정적 자극 간의 이러한 강한 상관 관계는 우리가 자신의 욕구에 따라 세상을 보는 경향이 있다는 것을 보여준다. 희망적 시각화의 개념은 동기 기반 지각 과정을 암시한다.
발체티스와 데일(2007)은 네 갈래 연구에서 우리가 세상을 편향된 방식으로 본다는 점을 더 고려했는데, 그 중 한 부분은 점화 정보가 참가자들에게 암시할 수 있는 언어 기반 라벨이 없는 네커 입방체와 같은 모호한 대상을 해석하는 상황을 사용하여 동기 부여된 대상 해석을 다루었다. 많은 연구들은 인간이 지각하거나 보는 것이 우리의 내적 동기와 목표에 기반한다고 주장하지만, 특정 연구의 일부 점화 상황이나 심지어 참가자의 내적 관점도 자극의 해석에 영향을 미칠 수 있다는 점을 고려하는 것이 중요하다. 이러한 고려 사항을 염두에 두고 발체티스와 데일(2007)은 코넬 대학교 학부생 124명을 세 그룹으로 나누어 각각 세 가지 상세한 조건 중 하나를 상상하도록 요청했다. 즉, 위를 보는 조건(참가자들은 큰 건물을 올려다보는 것을 상상하도록 요청받았다), 아래를 보는 조건(깊은 협곡을 내려다보는 것), 그리고 중립/평평한 조건(평평한 들판에 서 있는 것)이었다. 그런 다음 참가자들은 컴퓨터 화면에 모호한 네커 입방체를 보았고, 자신에게 가장 가깝게 보이는 두 개의 파란색 선 중 하나를 클릭하도록 지시받았다. 참가자들이 선택한 선은 입방체가 위를 향하고 있는지 아래를 향하고 있는지에 따라 달라졌다. 연구 결과는 위를 보는 조건의 참가자들 대부분이 입방체가 위를 향하고 있다고 보았고, 아래를 보는 조건의 참가자들 대부분이 입방체가 아래를 향하고 있다고 보았으며, 중립 조건의 참가자들은 균등하게 나뉘었다는 것을 보여주었다. 이러한 결과는 점화 자극 언어가 대상 식별에 영향을 미쳤다는 것을 보여준다. 동기 부여의 영향을 받은 대상 식별은 각 조건에서 관찰되었다.
창기지(Changizi)와 홀(Hall)(2001)이 수행한 연구에서도 유사한 결과가 나타났다. 이 연구는 참가자들의 갈증 수준과 모호하게 투명한 자극을 투명하게 식별하는 경향(연구는 투명성이 물과 직접적으로 관련된 자연스럽지만 명확하지 않은 특성이라고 명시함)을 조사함으로써 희망적 사고와 목표 지향적 대상 식별을 다루었다. 연구 결과에 따르면 목마른 참가자들(연구 직전 감자칩 한 봉지를 먹으라고 지시받은)은 모호한 자극을 투명하게 해석하는 분명한 경향을 보였다. 반면 목마르지 않은 참가자들(연구 전에 목마르지 않다고 보고할 때까지 물을 마시라고 지시받은)은 모호한 자극을 투명하게 해석할 가능성이 적었다. 이 연구는 생물학적 상태의 변화, 이 경우 참가자들의 갈증 수준이 희망적 사고를 유발하고 시각 자극의 지각에 직접적인 영향을 미칠 수 있다고 결론 내린다.
바스타르디, 울만, 로스(2011)는 부모에게 자녀의 탁아소 돌봄과 가정 돌봄에 관한 두 가지 가상의 연구를 제시하여 희망적 사고의 효과를 보여주었다. 갈등을 겪고 있는 부모들(가정 돌봄이 더 우수하다고 믿었지만 탁아소를 이용할 계획이었던)은 탁아소가 우수하다고 주장하는 "연구"를 더 긍정적으로 평가하고, 가정 돌봄이 더 낫다고 주장하는 연구는 더 부정적으로 평가했다. 갈등을 겪지 않는 부모들(가정 돌봄이 탁아소보다 우수하다고 생각하고 가정 돌봄만 이용할 계획이었던)은 가정 돌봄이 더 낫다고 주장하는 연구를 더 긍정적으로 평가했다. 부모들은 자녀를 위해 실제로 계획한 것이 우수한 행동이라고 주장하는 연구를 평가했는데, 심지어 (갈등을 겪는 부모들의 경우) 연구가 그들의 원래 믿음과 반대될 수도 있었다. 실험 후 평가에서 갈등을 겪는 부모들은 초기 믿음을 바꾸어 가정 돌봄이 탁아소보다 나을 것이 없다고 믿는다고 주장했으며, 갈등을 겪지 않는 부모들은 가정 돌봄이 더 우수하다고 계속 주장했지만 그 정도는 덜했다.
발체티스와 더닝(2012)은 거리 판단에서 발견되는 자연스러운 모호성을 이용하여 희망적 시각화의 효과를 측정했다. 연구 동안 참가자들은 다양한 자극까지의 거리를 판단했고, 실험자들은 자극의 바람직성을 조작했다. 한 연구에서 참가자들은 일일 나트륨 섭취량의 많은 부분을 섭취하여 갈증을 강화하거나, 배부르게 마셔서 갈증을 해소했다. 그런 다음 물병까지의 거리를 추정하도록 요청받았다. 목마른 참가자들은 물병을 덜 목마른 참가자들보다 더 바람직하다고 평가했으며 더 가깝게 보았다. 발체티스와 더닝이 수행한 또 다른 연구에서는 참가자들이 긍정적 또는 부정적 피드백이 포함된 시험 결과와 당첨 여부가 결정될 수 있는 100달러 기프트 카드까지의 거리를 추정하도록 했다. 참가자들은 긍정적 피드백이 포함된 양식을 더 가깝게 보았고, 100달러 기프트 카드를 당첨 가능성이 있을 때 더 가깝게 보았다. 발체티스와 더닝은 단어 생성 과제를 통해 창의성을 측정하고 생리적 지표를 통해 각성을 측정하여 긍정적 기분의 가능한 영향을 고려했다. 실험자들은 또한 참가자들에게 바닥에 붙어 있는 기프트 카드 쪽으로 콩 주머니를 던지게 함으로써 한 연구에서 보고자 편향을 제거했다. 콩 주머니를 짧게 던진 것은 참가자가 기프트 카드를 더 가깝게 지각했음을 나타내고, 콩 주머니를 너무 멀리 던진 것은 참가자가 기프트 카드를 더 멀리 지각했음을 나타낸다. 그들의 결과는 거리 지각에 긍정성 편향이 있음을 시사한다.
거리 지각과 긍정성 사이의 관계는 원래 생각했던 것보다 더 복잡할 수 있는데, 이는 맥락 또한 지각 왜곡에 영향을 미칠 수 있기 때문이다. 실제로 위협적인 상황에서는 적절한 반응을 가능하게 하기 위해 긍정성 편향이 제쳐질 수 있다. 차례로, 위협적인 자극으로 인해 발생하는 지각적 과장은 심리사회적 자원에 의해 무효화될 수 있다. 사회적 지지, 자기 가치, 자아존중감, 자기효능감, 희망, 낙천주의, 지각된 통제 및 자기노출은 자원 및 지각 모델(RPM)에 의해 정의된 심리사회적 자원이다. 참가자들은 심상 연습을 통해 참가자들의 자아 가치를 조작하고, 위협적인(타란툴라) 또는 위협적이지 않은(고양이 장난감) 자극에 노출시키면서 거리 측정값을 보고했다. 자아 가치의 효과는 위협적인 자극에 노출되었을 때만 관찰되었으며, 이때 자아 가치 증가는 위협적인 자극까지의 거리에 대한 더 현실적인 추정치와 상관관계가 있었다.

### 환경 표현
희망적 시각화가 관찰될 수 있는 또 다른 일반적인 영역은 환경 표현을 통해서이다. 많은 연구에서 욕구나 동기가 환경이나 목표의 크기, 거리, 속도, 길이 및 경사 추정에 영향을 미친다는 것을 뒷받침했다. 예를 들어, 사람들은 원하는 대상을 더 가깝게 지각할 것이다. 희망적 시각화는 또한 운동선수들의 공과 기타 장비에 대한 지각에도 영향을 미친다. 예를 들어, 공을 더 크게 보는 소프트볼 선수들은 더 잘 치고, 공을 더 잘 되돌려주는 테니스 선수들은 네트를 더 낮게 보고 공이 더 느리게 움직인다고 본다.
거리와 경사 지각은 에너지 수준의 영향을 받는다. 더 무거운 짐을 진 피험자들은 언덕을 더 가파르게, 거리를 더 멀게 본다. 오르막에 놓인 목표물은 평지에 놓인 목표물보다 더 멀리 떨어진 것처럼 보인다. 건강한 사람들은 언덕을 더 얕게 지각하는 반면, 피로한 주자들은 언덕을 더 가파르게 본다. 이러한 지각은 "효율적인 에너지 소비"라고 명명된 것에 의해 조절된다. 다시 말해, 육체적으로 지쳐 있을 때 인지된 노력 증가(더 가파른 경사)는 개인이 더 많은 에너지를 소모하기보다는 쉬도록 유도할 수 있다.
거리 지각은 인지부조화의 영향을 받기도 한다. 인지부조화는 캠퍼스를 가로질러 카르멩 미란다 의상을 입고 걷기로 선택했다고 믿게 된 높은 선택 집단과 의상을 입어야 한다고 들은 낮은 선택 집단을 통해 조작되었다. 높은 선택 집단에서 인지부조화를 줄이기 위해 피험자들은 상황에 맞게 태도를 변경했다. 따라서 그들은 낮은 선택 집단보다 환경을 덜 극단적인 방식(더 짧은 거리)으로 지각했다. 비슷한 결과가 경사 테스트에서도 이어졌는데, 참가자들은 스케이트보드를 타고 팔만 사용하여 경사를 올라가야 하는 높은 선택 집단과 낮은 선택 집단으로 나뉘었다. 다시 말하지만, 높은 선택 집단은 인지부조화를 줄이기 위해 낮은 선택 집단보다 경사를 더 얕게 지각했다. 이 두 연구는 정신 내적 동기가 환경 지각에서 역할을 하여 지각자가 원하는 대상을 얻거나 원하는 작업을 완료할 수 있도록 행동을 유도한다는 것을 시사한다.

## 지연행동과 동기 부여
시갈, 크루글란스키, 피옥(2000)은 희망적 사고가 높은 것으로 평가된 사람들이 동기 부여를 받을 때(그들이 하려는 과제가 불쾌하다고 들었을 때) 더 지연행동할 가능성이 높다는 것을 발견했다. 과제가 즐거울 것이라고 들었을 때는 지연행동의 양에 거의 차이가 없었는데, 이는 동기 부여를 받을 때 희망적 사고를 하는 사람들이 자신을 더 짧은 시간 안에 과제를 수행할 수 있다고 생각하여 희망적 사고를 보이고 실제보다 자신을 더 유능하다고 생각하며, 그 결과 불쾌한 과제 작업을 미루는 경향이 있음을 보여준다.

## 같이 보기
- 결과에 호소하는 논증
- 체리 피킹
- 선택지지 편향
- 확증 편향
- 감정 기억
- 집단사고
- 이념 (정치)
- 이념
- 공정한 세상 가설
- 주술적 사고
- 동기적 추론
- 열반 오류
- 낙관적 편향
- 지각 (심리학)
- 폴리아나 원리
- 심령 등가
- 자기기만
- 자기실현적 예언
- 자기 고양적 편견
- 트루시니스

## 더 읽어보기
- Gordon, R.; Franklin, N.; Beck, J. (2005). 《Wishful thinking and source monitoring》. 《Memory & Cognition》 33. 418–429쪽. doi:10.3758/BF03193060. PMID 16156178.
- Harvey, N. (1992). 《Wishful thinking impairs belief-desire reasoning: A case of decoupling failure in adults?》. 《Cognition》 45. 141–162쪽. doi:10.1016/0010-0277(92)90027-F. PMID 1451413. S2CID 40525002.
- Robinson-Riegler, B.; Robinson-Riegler, G. (2011), 《Cognitive Psychology: Applying the Science of the Mind》 3판, Pearson Allyn & Bacon, ISBN 978-0-205-03364-5
- Sutherland, S. (1994), 〈Chapter 9: Drive and Emotion〉, 《Irrationality: The Enemy Within》, Penguin Books, ISBN 978-0-14-016726-9